# Centrolene papillahallicum
A Centrolene papillahallicum a kétéltűek (Amphibia) osztályába, a békák (Anura) rendjébe, ezen belül az üvegbékafélék (Centrolenidae) családjának Centrolene nemébe tartozó faj. Létezését megkérdőjelezik, lehet, hogy valójában a Centrolene gorzulai fajhoz tartozik.

## Előfordulása
Guyanában él. Természetes élőhelye a szubtrópusi és trópusi alföldi esőerdők és folyóvizek. Veszélyeztetettségi státusza kevéssé ismert.